# Маунтен (Вісконсин)
Маунтен (англ. Mountain) — місто (англ. town) в США, в окрузі Оконто штату Вісконсин. Населення — 832 особи (2020).

## Демографія
Згідно з переписом 2010 року, у місті мешкали 822 особи в 386 домогосподарствах у складі 241 родини. Було 1274 помешкання
Расовий склад населення:
| - 97,4 % — білих - 1,0 % — корінних американців - 0,1 % — азіатів |

До двох чи більше рас належало 1,3 %. Частка іспаномовних становила 0,7 % від усіх жителів.
За віковим діапазоном населення розподілялося таким чином: 14,1 % — особи молодші 18 років, 58,5 % — особи у віці 18—64 років, 27,4 % — особи у віці 65 років та старші. Медіана віку мешканця становила 53,0 року. На 100 осіб жіночої статі у місті припадало 110,2 чоловіків;  на 100 жінок у віці від 18 років та старших — 115,2 чоловіків також старших 18 років.
Середній дохід на одне домашнє господарство  становив 45 199 доларів США (медіана — 38 125), а середній дохід на одну сім'ю — 57 915 доларів (медіана — 47 500). Медіана доходів становила 41 250 доларів для чоловіків та 32 188 доларів для жінок. За межею бідності перебувало 11,3 % осіб, у тому числі 7,2 % дітей у віці до 18 років та 6,8 % осіб у віці 65 років та старших.
Цивільне працевлаштоване населення становило 320 осіб. Основні галузі зайнятості: освіта, охорона здоров'я та соціальна допомога — 20,9 %, виробництво — 12,8 %, будівництво — 12,8 %.